# Irina Nikolajewna Korschanenko
Irina Nikolajewna Korschanenko (russisch Ирина Николаевна Коржаненко, engl. Transkription Irina Korzhanenko; * 16. Mai 1974 in Asow) ist eine ehemalige russische Kugelstoßerin, der wegen Dopings eine olympische Goldmedaille aberkannt wurde.

## Werdegang
1995 wurde Korschanenko erstmals russische Meisterin. Bei den Weltmeisterschaften in Göteborg belegte sie im selben Jahr mit 17,88 m den zwölften Platz, und 1996 bei den Olympischen Spielen in Atlanta wurde sie die 1,78 m große und 85 kg schwere Athletin mit 18,68 m Achte. Bei den Hallenweltmeisterschaften 1997 in Paris gewann sie mit 19,49 m die Bronzemedaille hinter Wita Pawlysch aus der Ukraine und der Deutschen Astrid Kumbernuss. Im selben Jahr siegte sie bei der Universiade in Catania mit 19,39 Meter. Bei den Weltmeisterschaften 1997 in Athen konnte sie sich mit 17,80 m nicht für das Finale qualifizieren.
Bei den Halleneuropameisterschaften 1998 in Valencia gewann sie mit 20,25 m den Titel und hatte dabei 25 Zentimeter Vorsprung auf Wita Pawlysch. Im Freien bei den Europameisterschaften 1998 in Budapest stieß sie die Kugel auf 19,71 m. Mit fast zwei Metern Rückstand auf Pawlysch gewann sie die Silbermedaille. Bei den Hallenweltmeisterschaften 1999 in Maebashi setzten sich die beiden Athletinnen weit vom übrigen Feld ab. Pawlysch stieß mit 21,43 m am weitesten, Korschanenko erreichte 20,56 m. Allerdings wurden beide Athletinnen des Dopings überführt, sodass im Nachhinein die Russin Swetlana Kriweljowa mit 19,08 m zur Siegerin erklärt wurde.
Nach der zweijährigen Sperre trat Korschanenko bei den Weltmeisterschaften 2001 in Edmonton wieder an und belegte mit 19,35 m den fünften Platz, sie lag sechs Zentimeter hinter der ebenfalls wieder startberechtigten Pawlysch, die Bronze gewann. 2002 gewann Irina Korschanenko dann den Titel bei den Europameisterschaften 2002 in München. Mit 20,64 m lag sie 62 cm vor Pawlysch, die Silber gewann. Bei den Hallenweltmeisterschaften 2003 in Birmingham gewann Korschanenko mit 20,56 m vor der Belarussin Nadseja Astaptschuk mit 20,31 m. Im Freien bei den Weltmeisterschaften 2003 in Paris/Saint-Denis wurde Korschanenko mit 19,17 m Vierte.
Nachdem Wita Pawlysch bei den Hallenweltmeisterschaften 2004 erneut wegen Doping disqualifiziert worden war und auf die Verkündung der lebenslangen Sperre wartete, gehörte Korschanenko zum engsten Favoritenkreis für die Olympischen Spiele 2004. Die Wettbewerbe im Kugelstoßen wurden dabei nicht in Athen, sondern an historischer Stätte in Olympia ausgetragen. Korschanenko war allen anderen Athletinnen deutlich überlegen und gewann mit 21,06 m vor der Kubanerin Yumileidi Cumbá mit 19,59 m, der Deutschen Nadine Kleinert mit 19,55 m sowie Swetlana Kriweljowa mit 19,49 m. Bereits während der Olympischen Spiele wurde bekannt, dass Korschanenko des Dopings mit Stanozolol überführt worden war. Sie wurde disqualifiziert, und die drei anderen Stoßerinnen rückten auf, während sich Korschanenko weigerte, ihre bereits erhaltene Medaille an das IOC zurückzugeben. Später wurde Korschanenko als Wiederholungstäterin auf Lebenszeit gesperrt.
Irina Korschanenko ist 1,78 m groß und wog zu Wettkampfzeiten 85 kg.